# Kare first love
 (décembre 2008).
Si vous disposez d'ouvrages ou d'articles de référence ou si vous connaissez des sites web de qualité traitant du thème abordé ici, merci de compléter l'article en donnant les références utiles à sa vérifiabilité et en les liant à la section « Notes et références ».
Kare First Love (彼 First Love) est un manga de Kaho Miyasaka. Une histoire d'amour racontant l'idyle de Aoi Kiriya et Karin Karino. Cette serie fait fureur, aussi bien au Japon qu'ailleurs dans le monde[réf. nécessaire].
Kaho Miyasaka est une mangaka d'une vingtaine d'années. Elle est terrifiée à l'idée de se transformer en Otaku de la livraison à domicile, parce qu'elle n'a plus le temps de faire du shopping depuis quelques années.
Elle commence sa carrière en 1992 avec Jungle Boy, publié dans Shojô Comics, magazine auquel elle est restée fidèle puisqu'il publie toujours ses séries.

## Les personnages
Karin KarinoKarin est une jeune étudiante assez bonne à l'école. Elle étudie dans un lycée réservé aux filles, par timidité envers les personnes du sexe opposé. Elle n'a pas d'amies, mise à part Yuka, une fille qui profite de l'intelligence de Karin.Dans le tome 1, une amitié va démarrer entre elle et Ayase qui ne supporte pas que Yuka soit méchante avec Karin. Karin a une sœur et ne fait jamais rien d'autre que ce que ses parents attendent d'elle, de peur d'être grondée. Cette demoiselle est une pianiste confirmée : elle a appris cet instrument avec sa grand-mère étant petite. Elle prend ça comme un loisir, mais en fera finalement son métier. Elle est aussi une adepte des photos prises par Yuji : c'est la première chose que Kiriya a remarqué chez elle dans le bus. Les gens la considère pas terrible avec ses lunettes et son air sérieux mais une fois qu'elle les enlèvent, Karin est vraiment belle.
Aoi KiriyaAoi, lui, étudie dans un lycée pour garçons. Il sort avec Karin depuis peu mais il a du mal à contrôler ses sentiments envers elle. Il est très jaloux lorsqu'un mec s'approche un peu trop de Karin. Son père est un homme puissant et possède sa propre entreprise. Depuis la mort de son frère Yuji, Kiriya a coupé les ponts avec ses parents, qui la lui reprochait. En effet, le frère de Kiriya était photographe, et lors d'une séance sous-marine avec son frère, Kiriya, resté trop longtemps dans l'eau, a failli être emporté par des courants et a été secouru par Yuji. Depuis, ce dernier a été retrouvé échoué sur une plage, sans équipement. Aoi est un tombeur. Il a déjà eu plusieurs petites amies, mais rien de vraiment sérieux. Il poursuit quand même la photographie, depuis sa rencontre avec Karin, dans le bus. Il prend des photos d'elle, et en a fait déjà plusieurs albums. Il est décontracté en présence de Karin, sachant que Karin est stressée lorsqu'elle se trouve avec Kiriya.
Nanri AyaseAu fil du temps, Nanri, une fille qui sort avec un homme marié, deviendra la meilleure amie de Karin. Elles se confieront l'une à l'autre. Nanri ne mache pas ses mots : elle dit ce qu'elle pense. Elle n'hésite pas à frapper Yuka lorsque cette dernière le mérite. Elle défendra Karin, et l'incitera à prendre conscience de ses sentiments pour Kiriya.
Hiromu et TooruCe sont les 2 meilleurs amis de Kiriya. Hiromu est un très bon élève qui suit le même cours de prépa que Karin. Il plaît beaucoup à Nanri. Tooru, quant à lui, ne vit que pour le speed-dating et tombe d'abord amoureux de Yuka. Sa rencontre avec Nanri lui fera vite oublier cette dernière. Dans les derniers tomes de la série, Tooru ne comprend pas tout à fait ce qui se passe et commence à tomber amoureux de Karin qui devient de plus en plus jolie.

## Histoire
Karin s'est inscrite dans un lycée pour jeunes filles afin de ne pas avoir à supporter les garçons. Pourtant, le lycée est loin d'être le paradis tranquille qu'elle avait espéré... Constamment mal à l'aise, Karin voit les jours passer sans que rien change. Jusqu'au jour où, dans le bus qui la mène au lycée, elle fait la pire des rencontres possibles : Kiriya, un garçon du lycée voisin, lui soulève la jupe devant tout le monde (par accident) en voulant lui rendre son livre de photos...!
Karin prie pour ne plus jamais le revoir, mais Kiriya n'arrête pas de la poursuivre ce qui finit par ne plus trop la déranger. Pourtant, au fur et à mesure qu'elle apprend à le connaître, Karin est de plus en plus attirée par lui. Bien que plusieurs obstacles se dressent entre eux deux, ils vont réussir à les surmonter.

## Manga
- Année : 2002 - 2004
- Mangaka : Kaho Miyasaka
- Édition japonaise : Shōgakukan
  - Nombre de volumes sortis : 10 (terminé)
- Édition française : Génération Comics
  - Nombre de volumes sortis : 10
  - Date de première publication : mai 2005
  - Format : 11,5 cm x 17,5 cm